# قميل
قَميل (الاسم العلمي: Pedicularia)، جنس من الحلزونات البحرية الصغيرة المفترسة أو طفيليات، وهي من رخويات بطنقدميات البحرية الشبيهة بالودع تتبع فصيلة الحيدائيات.